# 0-ih pr. Kr.
1. tisućljeće pr. Kr.
◄ | 2. stoljeće pr. Kr. | 1. stoljeće pr. Kr. | 1. stoljeće► | 
◄ | 30-ih pr. Kr. | 20-ih pr. Kr. | 10-ih pr. Kr. | 0-ih pr. Kr. | 0-ih | 10-ih | 20-ih | ►
9. pr. Kr. | 8. pr. Kr. | 7. pr. Kr. | 6. pr. Kr. | 5. pr. Kr. | 4. pr. Kr. | 3. pr. Kr. | 2. pr. Kr. | 1. pr. Kr.

## Važnije osobe
- August, rimski car (27. pr. Kr. - 14.)
- Isus, središnja kršćanska figura (8-2 pr. Kr. - 29. – 36.)
- Arminije, njemački ratnik